# 任中林
任中林（1925年—1997年7月31日），男，直隶（今河北）易县人，中华人民共和国政治人物，曾任国家工商行政管理局局长、党组书记，第七届全国人大代表。